# Государство

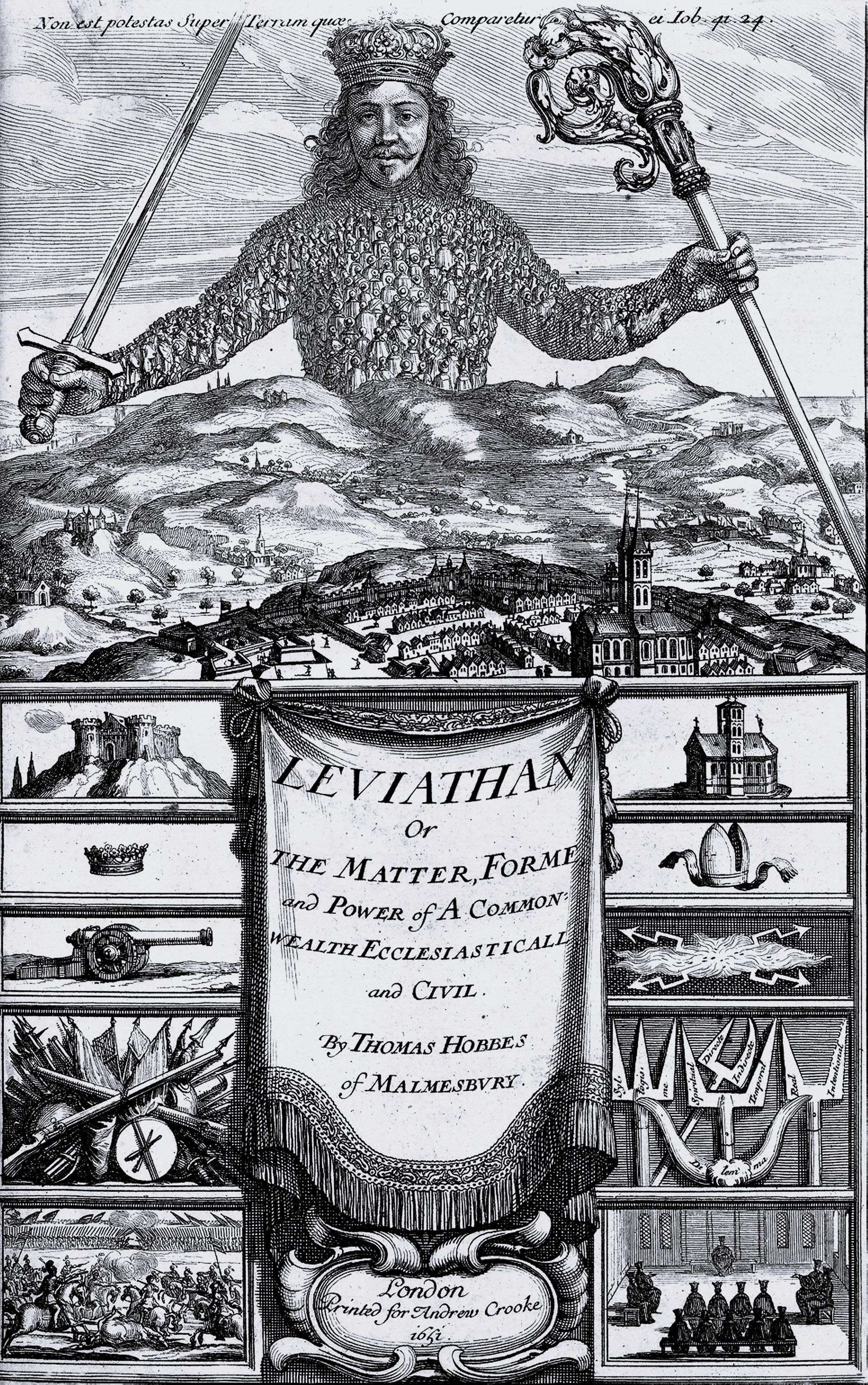
Титульный лист сочинения Томаса Гоббса «Левиафан» (1651 год), посвящённого проблемам государства

Госуда́рство — политическая форма устройства общества на определённой территории, суверенная форма публичной власти, обладающая аппаратом управления и принуждения, обеспечивающие длительное существование социально-экономических отношений как внутри данного общества, так и с окружающим миром.
Ни в науке, ни в международном праве не существует единого и общепризнанного определения понятия «государство». «Страна» является близким, но не тождественным государству термином, как правило, понимаемым более широко, чем «государство». Крупнейшая международная организация, Организация Объединённых Наций, не имеет полномочий определять, является ли то или иное образование государством или нет, это вопрос международно-правового признания другими государствами и правительствами. Один из немногих документов, дающих определение «государства» в международном праве, — Конвенция Монтевидео, подписанная в 1933 году только несколькими американскими государствами.

## Этимология
Слово «государство» в русском языке происходит от древнерусского «государь» (так называли князя-правителя в Древней Руси), которое, в свою очередь, связано со словом «господарь» (давшее «господарьство», то есть хозяйство).
Древнерусское «господарь» происходит от «господь». Таким образом, практически все исследователи сходятся на связи слов «государство» и «господь». Точная же этимология слова «господь» неизвестна.
Можно предположить, однако, что, поскольку производные «государство», «господарьство» появляются позже, чем уже имевшие устоявшиеся значения «государь», «господарь», то в средние века «государство» обычно воспринималось как непосредственно связанное со владениями «государя».
«Государем» в то время обычно являлся конкретный человек (князь, правитель), хотя существовали и заметные исключения (договорная формула «Господин Великий Новгород» в 1136—1478 годах, «Печать господарьства Великого Новаграда» или «Печать господарьства Псковского»).

## Названия государств
У большинства государств есть два названия: полное (официальное, протокольное) и краткое (географическое), хотя в ряде случаев полное и краткое название идентичны (например, Объединенные Арабские Эмираты, Босния и Герцеговина, Венгрия, Грузия, Украина).
Полное название (например, Чешская Республика, Великое Герцогство Люксембург, Соединенное Королевство Великобритании и Северной Ирландии) используется, если речь идёт о государстве как о юридическом лице (субъекте права), например, в договорах, законах, иных официальных документах. Но и в этих случаях бывает, что в тексте приводится и краткая форма с помощью фразы «в дальнейшем именуемая… [краткое название]».
Краткое название (например Чехия, Люксембург, Соединенное Королевство) используется, когда государство упоминается географически или экономически (например, «рабочие, проживающие во Франции», «экспорт из Греции»).

## Государственные символы
Государственные символы — установленные конституцией, специальными законами или традициями особые, как правило исторически сложившиеся, отличительные знаки (символы) государства, олицетворяющие его национальный суверенитет, самобытность.
К основным государственным символам относятся:
- государственный флаг
- государственный герб
- государственный гимн

## Признаки
Государство есть социальный институт, обеспечивающий поддержание порядка в отношениях между его членами, опирающегося на законы и традиции. Оно имеет ряд признаков, отличающих его от прочих социальных институтов.
- Разделение и организация населения по территориальному принципу.
- Суверенитет, то есть наличие на территории государства единой власти, независимой от других государств. Суверенитет определяет публичный характер власти. (Не выделяется в конвенции Монтевидео).
- Наличие группы людей, специализирующихся на управлении государством, а также органов и учреждений государственной власти, которые обеспечивают принуждение к исполнению её решений (в том числе армия, полиция, тюрьма).
- Средства, получаемые от налогов, пошлин и прочих сборов, идут на исполнение государством его функций, включая обеспечение работы государственного аппарата.
- Исключительное право принимать законы и другие нормативные правовые акты, обязательные к исполнению для всего населения на всей территории.

Как отмечает Дж. К. Скотт: "Государственность – это институциональный континуум, скорее суждение в формате «более или менее», чем утверждение «или/или». Политическое устройство с царем, специализированным административным аппаратом, социальной иерархией, монументальным центром, городскими стенами, системой сбора и распределения налогов – безусловно, государство в строгом смысле слова. Подобные государства возникали в последние столетия IV тысячелетия до н. э., прекрасным подтверждением чему является мощнейшее территориально-политическое образование Третьей династии Ура на юге Месопотамии примерно в 2100 году до н. э. До этого существовали политические формы с большим населением, торговлей, ремесленниками и, видимо, даже городскими собраниями, но сложно сказать, насколько эти признаки достаточны для строгого определения государственности".

## Функции государства
Обобщённое предназначение государства заключается в поддержании верховенства закона, охране прав и свобод человека, поиске путей к смягчению и преодолению имеющихся противоречий между всевозможными общественными силами, к социальному компромиссу между различными слоями общества. Основное предназначение определяет функции государства, а именно главные направления его деятельности. К внутренним относятся экономико-организационная и социальная функции, функции охраны общественного порядка и обеспечения безопасности как человека, так и государства.
Экономико-организационная функция осуществляется путём определения задач экономической стратегии, средствами реализации которой
является поддержание и развитие базовых отраслей экономики; создание условий для существования единого экономического пространства, для уравнивания развития различных территорий; регулирование хозяйственной деятельности, обеспечение заинтересованности в ней населения, создание наиболее благоприятных условий для экономического развития.
Социальная функция состоит в создании условий, в которых люди имели бы возможность обеспечить себе нормальное для данного уровня развития общества существование. Она охватывает такие сферы, как образование, наука, здравоохранение, демографическая политика и т. п. Государство обеспечивает смягчение социальных противоречий, социальную защиту лиц, реально нуждающихся в материальной помощи.
Функция охраны общественного порядка и обеспечения безопасности человека и государства заключается в защите законности, правопорядка, суверенитета, прав и законных интересов граждан, их собственности, а также обеспечении собственной территориальной целостности. Государство обеспечивает сохранение существующего политического строя и правовой системы, борется с преступностью, способствует разрешению различных конфликтов.
Внешняя функция состоит в защите собственных интересов на международной арене, включает в себя экономические, политические и военные аспекты.
Цели и задачи государства, в отличие от функций, относятся к конкретному государству, отражают основные направления его стратегии в данный период. Они выбираются тем или иным правительством, определяя режимом политической стратегии и средства её реализации.

### Классификация функций
Функции государства подразделяются:
- по сфере политической направленности: на внутренние и внешние,
- по продолжительности действия: на постоянные (осуществляемые на всех этапах развития государства) и временные (отражающие определённый этап развития государства),
- по значению: на основные и дополнительные,
- по видимости: на явные и латентные,
- по влиянию на общество: на охранительные и регулятивные.

Основной классификацией является деление функций государства на внутренние и внешние.
Внутренние функции государства:
- Правовая функция — обеспечение правопорядка, установление правовых норм, регулирующих общественные отношения и поведение граждан, охрана прав и свобод человека и гражданина.
- Политическая функция — обеспечение политической стабильности, выработка программно-стратегических целей и задач развития общества.
- Организаторская функция — упорядочивание всей властной деятельности, осуществление контроля за исполнением законов, координация деятельности всех субъектов политической системы.
- Экономическая функция — организация, координация и регулирование экономических процессов с помощью налоговой и кредитной политики, планирования, создания стимулов экономической активности, осуществления санкций.
- Социальная функция — обеспечение солидарных отношений в обществе, сотрудничества различных слоёв общества, реализации принципа социальной справедливости, защита интересов тех категорий граждан, которые в силу объективных причин не могут самостоятельно обеспечить достойный уровень жизни (инвалиды, пенсионеры, матери, дети), поддержка жилищного строительства, здравоохранения, системы общественного транспорта.
- Культурная функция — создание условий для удовлетворения культурных запросов людей, формирования высокой духовности, гражданственности, гарантирование открытого информационного пространства, формирование государственной культурной политики.
- Образовательная функция — деятельность по обеспечению демократизации образования, его непрерывности и качественности, предоставлению людям равных возможностей получения образования.

Внешние функции государства:
- Внешнеполитическая функция — развитие дипломатических отношений между государствами, заключение международных договоров, участие в международных организациях.
- Функция обеспечения национальной безопасности — поддержание достаточного уровня обороноспособности общества, защита территориальной целостности, суверенитета и безопасности государства.
- Функция поддержания мирового порядка — участие в развитии системы международных отношений, деятельность по предотвращению войн, сокращению вооружений, участие в решении глобальных проблем человечества.
- Функция взаимовыгодного сотрудничества в экономической, политической, культурной и других сферах с другими государствами.

Также проводится разделение между:
- деятельностью по выработке политических решений и деятельностью по выполнению этих решений — государственному управлению.

## Типы государств
Тип государства определяется уровнем исторического развития его цивилизации и культурно-исторических традиций. В научной литературе преобладают два главных методологических подхода к типологизации государств:
1. Формационный рассматривает тип государства в зависимости от общественно-экономических отношений: рабовладельческое, феодальное, капиталистическое и социалистическое.
2. Цивилизационный считает основным уровень развития технологий: аграрное, индустриальное, постиндустриальное и т. д.

В последнее время появилась тенденция к сближению этих подходов.

## Формы государства
Форма государства — это структура, определённая модель внутреннего устройства государства, включающая его территориальную организацию, принципы, способы образования и взаимодействия органов государственной власти, а также методы осуществления власти, обеспечивающие проведение определённой государственной политики.
Выделяют следующие основные параметры классификации форм государств:
- Форма государственного правления — система организации органов государственной власти, их взаимоотношений между собой и с населением; основные примеры — монархия и республика.
- Форма государственного устройства — система территориальной организации государства, взаимодействия его частей между собой; основные примеры — унитарное государство и федерация.
- Политический режим — метод осуществления государственной власти; примеры: демократия, олигархия, авторитаризм, тоталитаризм.

## Происхождение государства
Формы институтов власти и общеобязательные нормы поведения впервые сформировались уже на первобытной стадии развития общества. Для этого периода характерно отсутствие политической власти и государственных институтов. Социальные нормы в этот период носят характер обычаев, традиций, обрядов и табу. В науке вопрос о том, можно ли считать данные социальные нормы правом или протоправом, является дискуссионным.
Наиболее древними известными государствами в современном смысле понятия являются государства Древнего Востока (на территории современных Ирака, Египта, Индии, Китая). Единого мнения о причинах возникновения государств нет: существуют несколько теорий, таких как теория общественного договора и материалистическая теория, которые объясняют происхождение государства, однако ни одна из них не может являться окончательной истиной.

## Стадии развития государства
Выделяют три основных стадии развития государства:
- раннее государство — организационно и социально неполное. Примерами ранних государств могут служить государство франков, донормандская Англия, Киевская Русь, античные полисы. Концепция раннего государства разработана нидерландским политантропологом Х. Й. М. Классеном и его соавторами[15];
- развитое государство — сословно-корпоративное государство, характеризуется обязательной централизацией власти, более высоким развитием всех его институтов. Первые развитые государства появились в Египте, Месопотамии и Китае;
- зрелое государство — наиболее развитая структура, которая характерна для индустриального общества с классами, нациями и национализмом, является результатом развития капитализма и промышленной революции, то есть имеет принципиально иной производственный базис; отличительной чертой зрелых государств является их опора на нацию — один из важных факторов рынка. Первыми развитыми государствами признаются Англия и Франция на рубеже XVII−XVIII и Китай в несколько более поздний период.

Для раннего государства характерно сохранение клановых связей при некотором развитии внеклановых отношений. Источником существования должностных лиц в нём являются как кормления за счёт вверенных подданных, так и жалованье из центра. В государствах наряду с неписанными обычаями появляется письменно зафиксированный свод законов. При этом существует точка зрения, что государство было не единственным и не универсальным направлением развития первобытных обществ. Так, используют термин гетерархия, который применяют к обществу (полису) Древних Афин  V—IV веков до н.э., где отсутствовал ряд системообразующих признаков государства: профессиональная бюрократия была малочисленной и не имела сколько-нибудь значимого влияния на общество, а судейский корпус был не профессиональным и формировался из граждан, преодолевших определённый имущественный ценз.
В Средние века в Европе система государственности была весьма сложной. Правители в одном регионе могли быть вассалами в других землях. Так, И. Штрайер писал: «В XIII в. король Франции в один и тот же день мог послать письма графу Фландрии, который, будучи его вассалом, отличался независимым и буйным нравом, герцогу Люксембурга, который был имперским принцем и обладателем денежного феода (ежегодного денежного пособия) французского короля, и королю Сицилии, правителю государства и одновременно члену французского королевского двора».
Лишь к XV веку в Европе образовались первые централизованные государства: Франция, Англия, Испания. Д. Стрейер отмечает: «Европейские государства, возникшие после XV в., сочетали в себе силы империй и городов-государств. Они были достаточно крупными, чтобы выжить в долгосрочной перспективе. У некоторых из них историческая память насчитывала тысячелетнее существование народов — вполне уважаемый срок существования для любой человеческой организации. Одновременно под их управлением находилось большое население. Они преуспели в воспитании чувства общей идентичности у членов местных общин и в этом отношении превзошли античные империи, хотя и отставали от древних Афин в мобилизации активности граждан». Так возникло национальное государство как государство современного типа.
К XVII веку абсолютистская королевская власть возвышается над средневековой феодальной иерархией и начинает осознавать себя как общественный институт, призванный служить государственным интересам. В XVI—XVII веках государство начинает контролировать образование и социальное обеспечение (до того школы и богадельни находились полностью в ведении церкви или городских общин). Создаются регулярные армии, упорядочивается налоговая система.

## Современные государства мира

Государства-члены ООН (включая зависимые территории) на карте указаны голубым цветом

Международно-признанными государствами, как правило, считаются те, которые либо являются членами Организации Объединённых Наций, либо имеют реальную возможность стать её членами, но добровольно отказываются от такой возможности. По состоянию на февраль 2018 года таких государств насчитывается 195. Все они, кроме Ватикана, Мальтийского ордена и Палестины, являются членами ООН.
Помимо признанных государств существуют территории, которые согласно резолюциям ООН имеют право на самоопределение, но не имеют возможности его осуществить вследствие оккупации. К таким территориям относится Палестина (точнее, её арабская часть — Западный берег реки Иордан и Сектор Газа) и Западная Сахара.
Республика Косово, признанное большинством государств-членов ООН, но не признанное Россией и Китаем — постоянными членами Совбеза ООН, что делает невозможным вхождение Косово в эту организацию, хотя оставляет возможность для получения статуса государства-наблюдателя (голосование о вхождении в состав ЮНЕСКО в 2015 году закончилось неудачно для республики).
Существуют и другие образования с ограниченным признанием независимости со стороны других государств: Тайвань, Абхазия, Южная Осетия, Приднестровье, Северный Кипр, Сомалиленд.
Статус некоторых образований не может быть однозначно идентифицированы. Также Евросоюз и Союзное государство России и Беларуси имеют признаки государства и конфедерации, однако в международном праве не рассматриваются как государство или субъект международного права.
Государства, имеющие малую территорию или численность населения, именуют карликовыми государствами.

## Развитие понимания государства
У истоков продуманной классификации форм государств стоят античные мыслители Аристотель и Платон, которые впервые описали основные формы государств. На их концепциях государства долгое время основывалась политическая и правоведческая мысль Европы. Хотя понимание выработанных ими категорий и понятий изменилось, их разработки до сих пор не потеряли своего значения.
В ходе буржуазных революций в Европе XVII—XVIII вв., разрушавших абсолютные монархии и сословные разграничения, появилось понятие о гражданских правах, в эпоху Просвещения (наиболее заметный вклад внесли Дж. Локк и Ш. Л. Монтескьё) появились понятия о естественном праве и разделении властей, в результате чего появилась теоретическая и политическая основа для формирования представлений о правовом государстве.
В рамках классовой теории «Государство есть особая организация силы, есть организация насилия для подавления какого-либо класса».
В результате перехода к индустриальному обществу были разрушены существовавшие на протяжении многих веков традиционные отношения между людьми, обострились социальные противоречия, что вызвало необходимость активного участия государства в регулировании общественных отношений. Со второй половины XX века широко используется понятие социальное государство — то есть государство, активно перераспределяющее материальные и иные блага в соответствии с принципом социальной справедливости. Оно используется в таких международных документах, как Всеобщая декларация прав человека, Международный пакт об экономических, социальных и культурных правах, Европейская социальная хартия и др., присутствует в конституциях некоторых стран.
В связи с процессами глобализации в современном мире происходит изменение понятия государственной идентичности. В основе новой геополитической картины мира лежат три основополагающие реалии:
- «государство-нация» («Etat-Nation») — исторически сложившееся традиционное государство;
- регион — административное, этническое или культурное пространство, на котором находятся несколько относительно самостоятельных государств наций;
- формирующееся глобальное сообщество.

## Трансформация государства
В эпоху продолжающейся глобализации и установления постиндустриального общества институт государства претерпевает ряд существенных изменений. Среди учёных нет единого мнения о том, в какую форму трансформируется государство и будет ли оно существовать вообще в привычном сегодня понимании. Кроме того, можно говорить о том, что современный институт государства переживает некоторый кризис в условиях ускоренной модернизации общества.
К существенной модернизации государственный институт подталкивается и изменениями в сознании людей представлений о государстве. Если ранее, практически на протяжении всей истории, государство воспринималось как нечто довлеющее над людьми, превосходящее их по силе и подчиняющее их, то сегодня происходит полный переворот этой парадигмы. Теперь само государство воспринимается как набор институтов, позволяющих обществу слаженно функционировать, служащих на благо гражданам, а политическая власть и власть имущие люди уже не представляют собой ничего заставляющего народ трепетать, произошла десакрализация государства и власти. В обществе возросло недоверие к стремительно устаревающим государственным институтам. Прокатившаяся в XX веке волна образования тоталитарных и авторитарных режимов заставляет людей настороженно следить за деятельностью государственных образований, чтобы не допустить повторения печального опыта. Инертность множества государств к современным тенденциям, их неспособность быстро подстроиться под цифровизацию — всё это приводит к кризису традиционного государства.
Одним из первых о качественных изменениях положения государства в мире начал задумываться футуролог Э. Тоффлер. В своей книге «Третья волна» он говорит о двух противоположных тенденциях, имеющих место в современном мире: с одной стороны, происходит всё более глубокая децентрализация государств, а с другой — более сильная власть переходит в руки наднациональных корпораций, в условиях чего и намечается кризис государства. Помимо этого, философ говорил и о национальном государстве, которое, по его мнению, становится пережитком прошлого и уже не имеет былых позиций на международной арене. В первую очередь, он связывал это с тем, что в рамках его теории национальное государство принадлежит ко второму этапу или «волне» формирования общества, а в рамках современного общества «третьей волны» оно существовать уже не может. О кризисе национального государства говорил и Хантингтон, рассуждая об активно протекающем процессе «столкновения цивилизаций».
Другой учёный, М. ванн Кревельд, говорил о кризисе не только национального государства, но также социального и в принципе совокупности устоявшихся моделей государственных институтов. Он связывал это с рядом причин:
— в первую очередь, это возникновение транснациональных корпораций и крупных влиятельных объединений государств;
— возникновение организаций, пускай внутри государства, однако пользующихся большой автономией от него, в частности благодаря рыночной экономике и частной собственности.
О кризисе государства свидетельствует не только развитие ТНК и обособление отдельных организаций от него. Внутри самих государств активно нарождаются центры международной торговли, которые всё больше напоминают города-государства — мегаполисы. Такие крупные города как Нью-Йорк, Токио и другие, по сути, становятся всё более экономически независимыми от какого бы то ни было центра. Данная тенденция отражает теорию о государстве-регионе или городе-государстве.
Помимо этого, существует и активно разрабатывается теория о государстве-корпорации. Возрастающая роль средств массовой информации и неправительственных организаций как следствие порождает множество гибридных образований, являющихся объединениями государственных и негосударственных структур с целью более эффективного взаимодействия.
Кроме вышеперечисленных, существуют и теории о государстве-цивилизации или геоцивилизации. Исходя из анализа процесса глобализации, учёные, работающие в данной парадигме, делают вывод о том, что в будущем будет существовать единая планетарная цивилизация, и государства в привычном смысле, в том числе и, безусловно, национального, просто не будет в привычном понимании.